# Caravlahi
Caravlahi sau maurovlahi sunt exonime date în general vlahilor autohtoni din Bosnia și Dalmația. Denumirea provine din limba turcă, în care punctele cardinale se notau cu culori, negrul (cara) simbolizând nordul: „Caravlahi” înseamnă vlahi din nord. Turcii deosebeau, în acest fel, vlahii din Grecia față de cei din Bosnia și Dalmația.

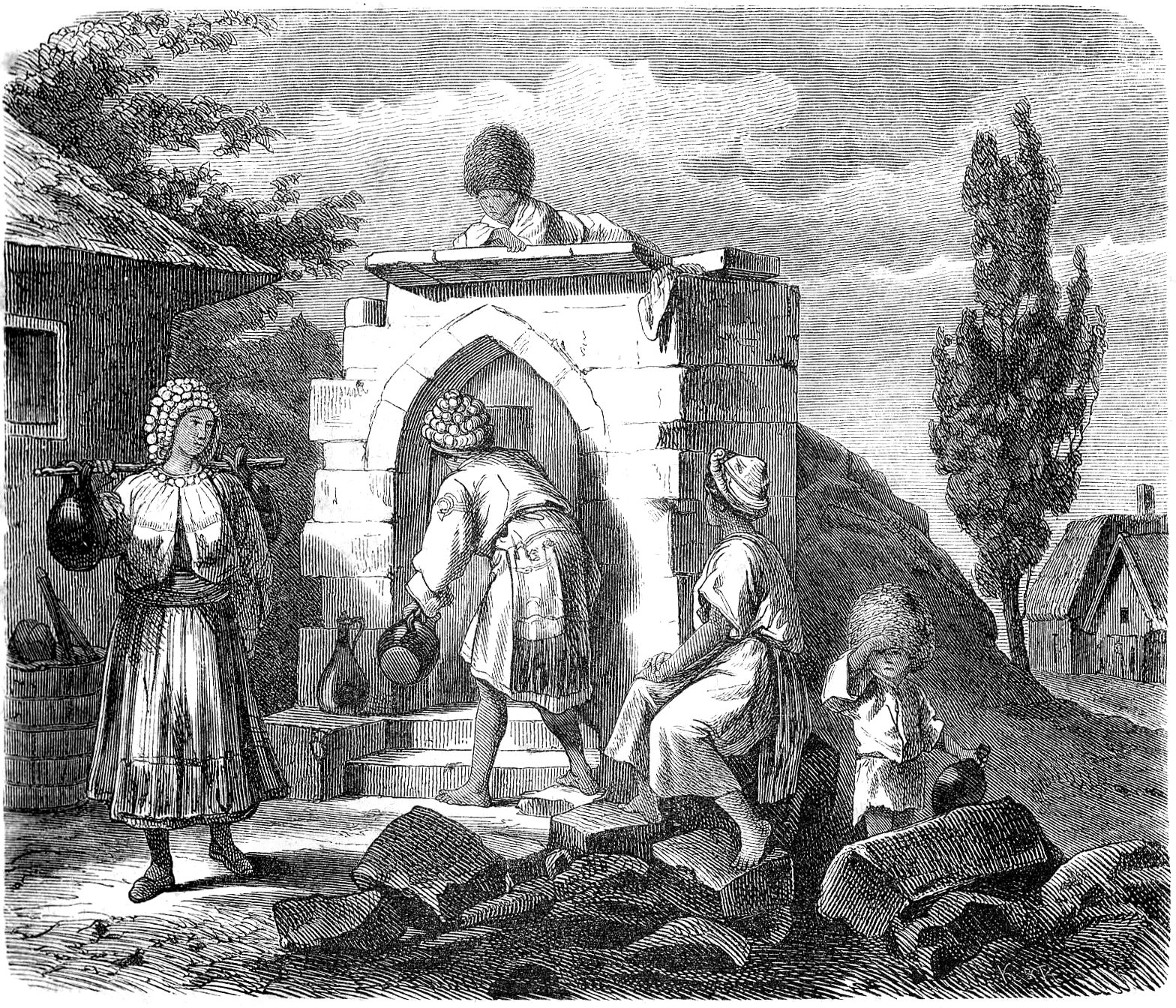
Morlaci de la Ždrelo

Caravlahii sunt urmașii populației latinofone din fostul Imperiu Roman de Răsărit care au fost slavizați după invazia slavilor și apoi, unii islamizați după ocupația turcească. Li se mai spune uneori și „morlaci”, care provine din cuvintele slave more (« mare ») și vlași (Влаши, vorbitori ai limbilor romanice), adică „vlahii dinspre mare”, dar cuvântul „morlaci” poate de asemenea desemna fostele populații dalmate din regiunea adriatică a Peninsulei Balcanice.

## Istorie

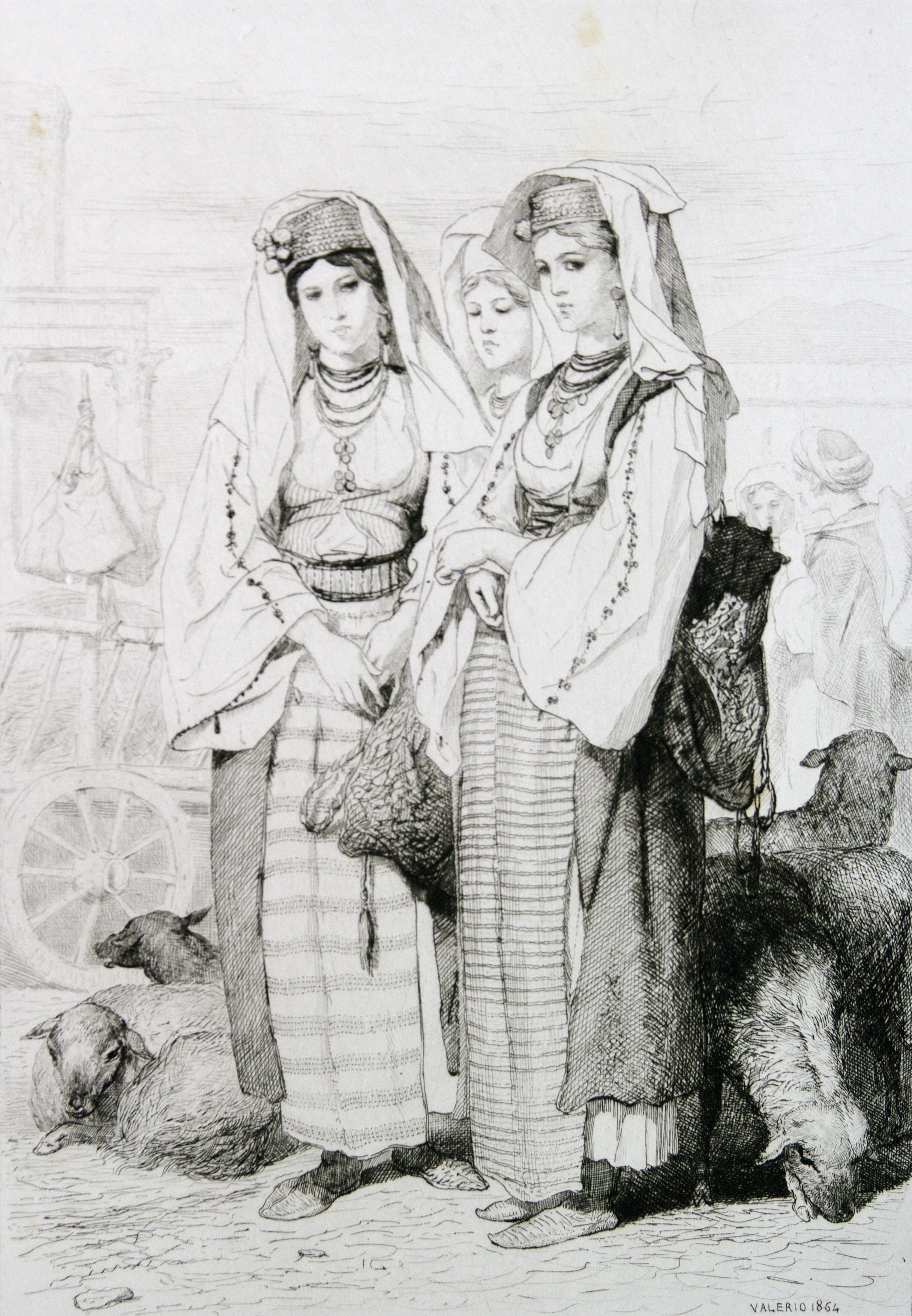
Morlace de lângă Spalato/Split

Majoritatea caravlahilor din Bosnia sunt slavizați și islamizați și nu mai vorbesc limba română. Vlahii din Dalmația au fost slavizați, dar nu islamizați, și au primit numele de morlaci din partea italienilor dalmațieni, prin traducerea cuvântului caravlah în greacă și apoi, italiană: maurovlah/ morovlah/morlacchi. În decursul timpului, cuvântul "caravlah" a mai fost tradus în diverse forme: vlahii negri, nigri latini etc.
Caravlahii au mai fost mentionați și într-o copie din secolul al XVII-lea a unei cronici anonime pierdute din Diocleea, datată nesigur ("Cronica preotului din Diocleea"/Chronicle of the Priest of Dioclea). Slavii din zonă îi denumeau pe morlaci vlaski și rumanski. În secolul al XVIII-lea, naturalistul italian Alberto Fortis a descoperit obiceiul lor de a cânta poeme de dragoste (balada Hasanaginica). 
La 16 iunie 1746, o coaliție franco-spaniolă a fost înfrântă de armatele Austriei. Printre prizonieri a fost și P. Fontenaille. El a scris că a fost rănit de sabia unui vlah sau slav din armata habsburgilor (a menționat tălpași, vlahi, croați, varadini, morlaci). Autorul a fost capturat în 1746 și lucrarea sa a fost publicată în februarie 1747.
În 1772, câteva ziare franțuzești au publicat știri despre croați și morlaci în intervenția care a dus la prima împărțire a Polonia-Lituaniei. 
În 1785, ziarele au relatat despre manevrele trupelor croaților și morlacilor lângă Passau, ca urmare a tensiunilor dintre Austria și Prusia.
În primele decenii ale secolului al XIX-lea se mai vorbea limba vlahilor sau morlacilor de odinioară și pe insula Veglia (acum, insula Krk a Croației), din care s-au mai păstrat câteva texte

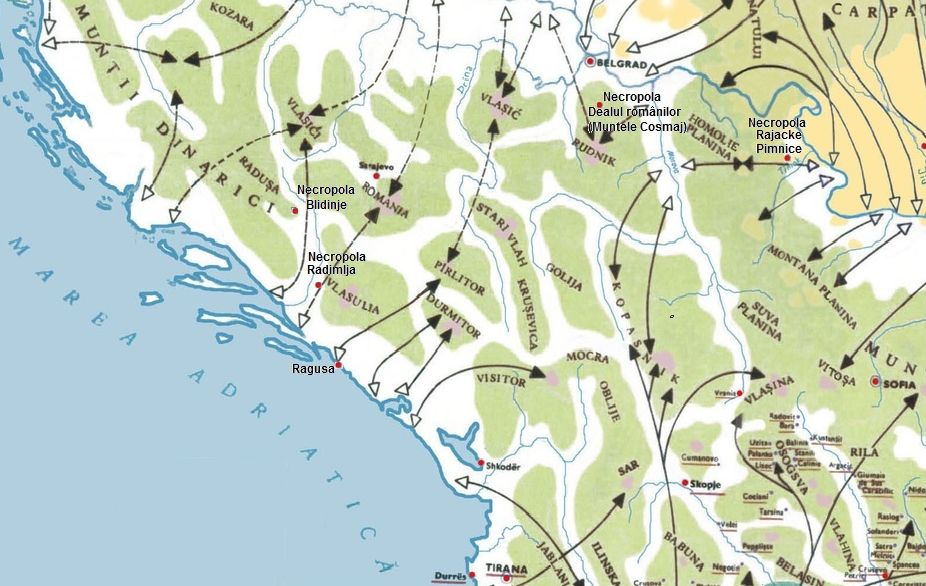
Transhumanța vlahilor în Balcanii de Vest și câteva necropole vlahe (stecițe). Hartă adaptată

Procesul de desnaționalizare a morlacilor și de
asimilare în mediul slav răzbate din transformarea sensului
cuvintelor "vlahi" și "morlaci", care, din a doua jumătate a
secolului al XVI-lea, nu mai desemnează naționalitatea unei
populații, ci își schimbă înțelesul. Anumite familii sârbești (probabil vlahi slavizați) treceau
drept vlahi, deoarece termenul nu mai însemna naționalitatea,
ci modul de viață seminomad, opus celui de agricultor.
În Dalmația, vlah înseamnă țăran; același sens, de țăran slav, îl are și cuvântul morlac, până în sec. al XIX-lea. Dar și orășenilor de origine romanică din Dalmația li se spune de către populația slavă vlasi. Până astăzi, mahomedanii din Bosnia îi numesc vlahi pe creștini, mai ales pe țăranii creștini, iar croații catolici îi numeau vlahi pe sârbii ortodocși refugiați în Croația și Slavonia
La recensământul din anul 1991 din Croația, doar 22 de oameni s-au declarat morlaci, iar în prezent numărul lor este sub zece.

## Folclor
Folclorul morlacilor a ajuns să fie cunoscut datorită venețianului Alberto Fortis. Acesta a scris "Viaggio in Dalmazia", în care a descris obiceiurile, veșmintele și folclorul morlacilor din Dalmația dinspre munte. Fortis a publicat și o baladă a morlacilor, "Cântecul de jale al cinstitei soții a lui Hasan Aga", care a fost apoi tradusă în mai multe limbi, ducând la apariția unui curent literar, denumit "Morlachismo". 
Un dalmat, Giovani Lovric, a descris și el viața și tradițiile morlacilor, prezentând în detaliu faptele unui haiduc morlac faimos, pe nume Stanislas Socivizca.
Pe insula Krk (it.: Veglia), unde s-a stabilit o comunitate începând din veacul al XV-lea, două mostre ale graiului maurovlah au fost transcrise în 1819 de preotul local de la Bajčić (it.: Baicici), sub forma Rugăciunii Domnești, apoi a Salutării îngerești.
| Cače nostru, kirle jesti in čer Neka se sveta nomelu tev Neka venire kraljestvo to Neka fiè volja ta, kasi jaste in čer, asa si prepemint Pire nostre desa kazi da ne astec Si lasne delgule nostre, kasisi noj lesam al delsnic a nostri Si nun lesaj in ne napasta Nego ne osloboda de rev. Asasifi. | Tatăl nostru Care ești în ceruri, sfințească-se numele Tău, vie împărăția Ta, facă-se voia Ta, precum în cer așa și pe Pământ. Pâinea noastră cea de toate zilele, dă-ne-o nouă astăzi și ne iartă nouă greșalele noastre, precum și noi iertăm greșiților noștri și nu ne duce pe noi în ispită, ci ne izbăvește de cel rău. Amin. |

| Sora Maria pliena de milosti Domnu kutire Blagoslovitest tu intre mulierle, si blagoslovituj ploda dela utroba ta Isus Sveta Maria, majula Domnu, rogè Domnu za noj akmoče si in vrajme de morte a nostru. Asasif!                                    |
| Bucură-te Marie, cea plină de har, Domnul este cu tine. Binecuvântată ești tu între femei și binecuvântat este rodul pântecelui tău, Iisus. Sfântă Marie, Maica lui Dumnezeu, roagă-te pentru noi, păcătoșii, acum și în ceasul morții noastre. Amin. |

## Confuzia cu țiganii fugiți din robie
În secolele XVI-XVII a avut loc o migrație (fugă din robie) a băieșilor robi din zona auriferă a Transilvaniei spre Serbia, Croația, Ungaria și Bosnia, unde și-au continuat ocupația legată de aur, la care au adăugat ulterior prelucrarea lemnului în ustensile de gospodărie. În vestul Serbiei, Emil Petrovici a găsit în 1938 „țigani românizați” pe care i-a identificat după grai ca veniți din Muntenia.
În Bosnia, unii robi transfugi se autoidentifică, în general, fie drept caravlahi, fie drept sârbi (pe baza religiei ortodoxe comune cu sârbii), fie drept români (pe baza limbii materne). Respingerea identității rrome are ca motiv neexprimat și dorința de a nu face parte dintr-un grup uman, în general, desconsiderat de majoritari și de alte minorități

## Monumentele funerare ale vlahilor din Bosnia și Herțegovina

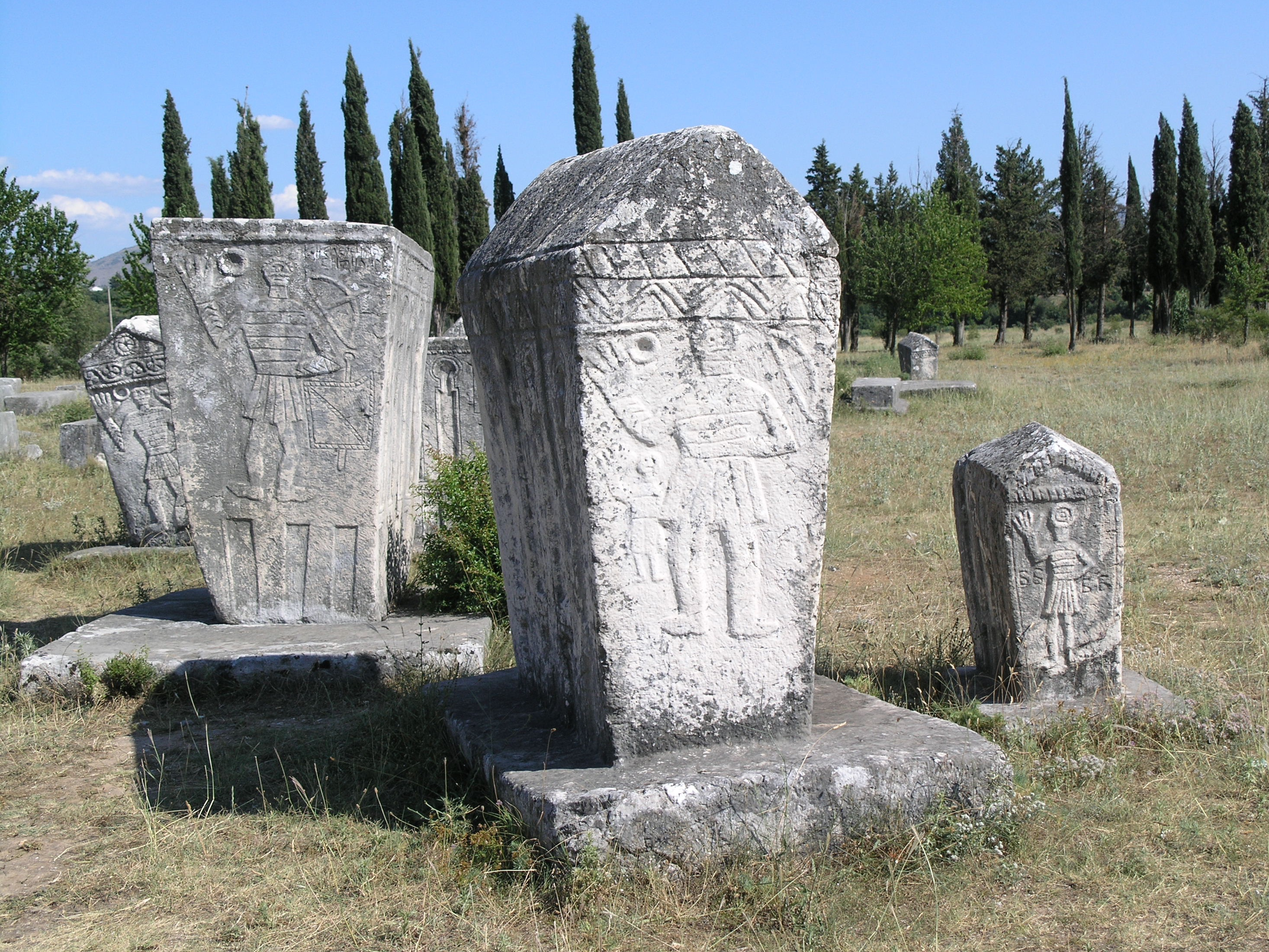
Vlahi (aromâni) cu fustanela lor tradițională pe pietrele funerare de la Radimlja

O parte din vlahii din Bosnia, care s-au îmbogățit în urma comerțului cu produse rezultate din activitățile pastorale, dar și din cărăușie, și-au ridicat monumente funerare deosebite în descursul secolelor XI-XV. 

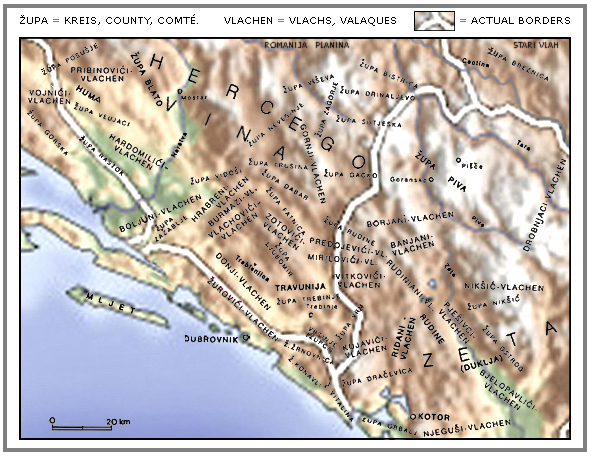
Comunitățile caravlahe din Herțegovina și Zeta. Hartă adaptată

Monumentele au fost construite mai ales în sudul Bosniei, în Herțegovina, în nordul Muntenegrului și în câteva sate din Serbia și Croația de la granița cu Bosnia. În aceste spații, în evul mediu, vlahii au participat activ la făurirea principatelor Zeta și Hum (Zachlumia). Monumentele se numesc stecițe, și majoritatea nu au inscripții, ci doar decorații și basoreliefuri. Deși nu sunt exclusiv create de vlahi, aceștia sunt identificați ca fiind autorii monumentelor. Slavizarea vlahilor din Bosnia era deja încheiată în secolele menționate și începuse un proces de islamizare cauzat de ocupația otomană.
Monumentele funerare (steciuri) sunt incluse în Patrimoniul Mondial UNESCO din 2016. Sunt clasificate astfel circa 4.000 monumente funerare în 28 necropole – din care 22 în Bosnia și Herțegovina, 3 în Muntenegru, 2 în Croația și 3 în Serbia.

## Galerie de monumente vlahe
Originea vlahă este atestată de numeroși cercetători

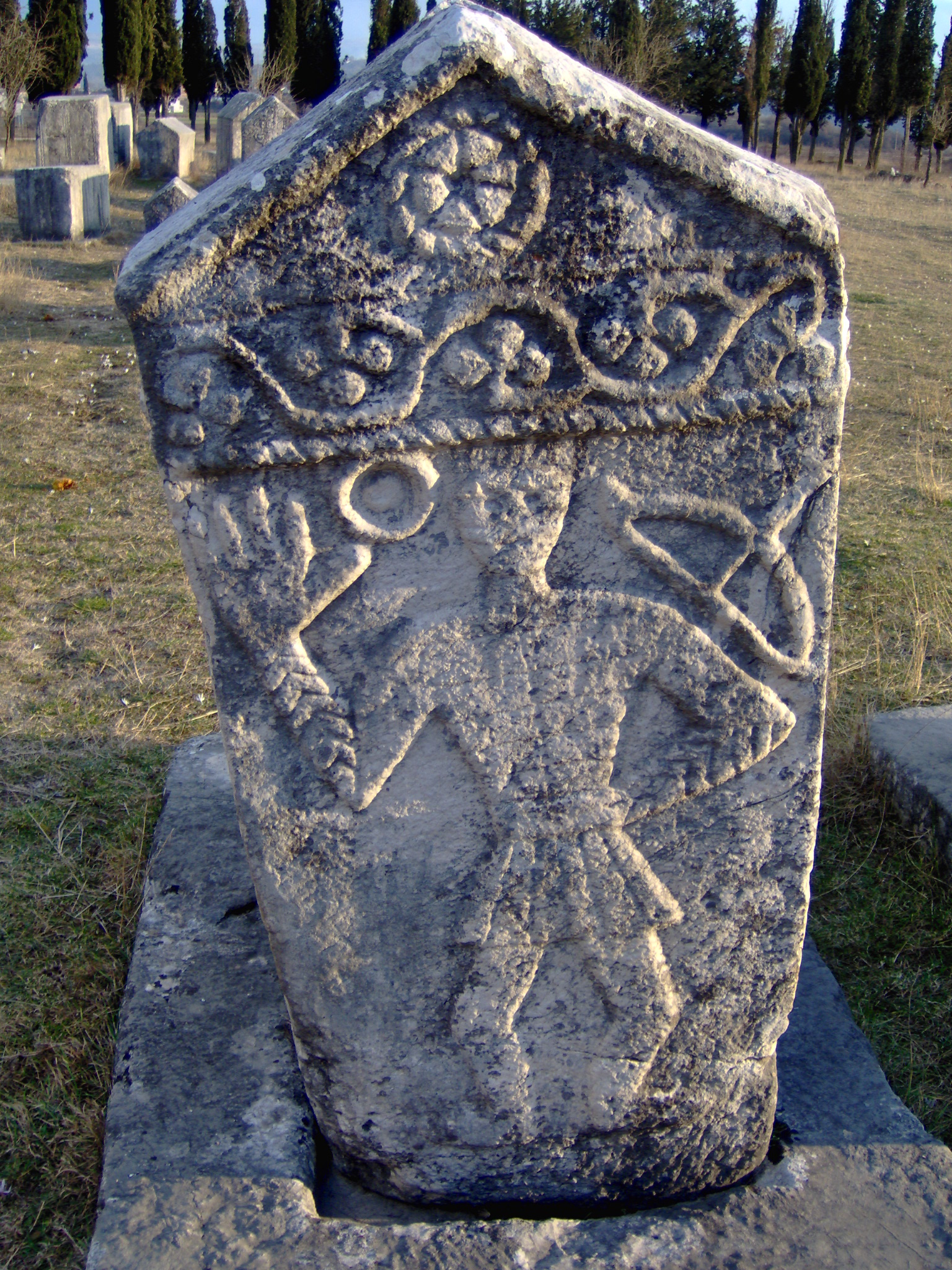
Monument funerar vlah în Radimlja, Bosnia
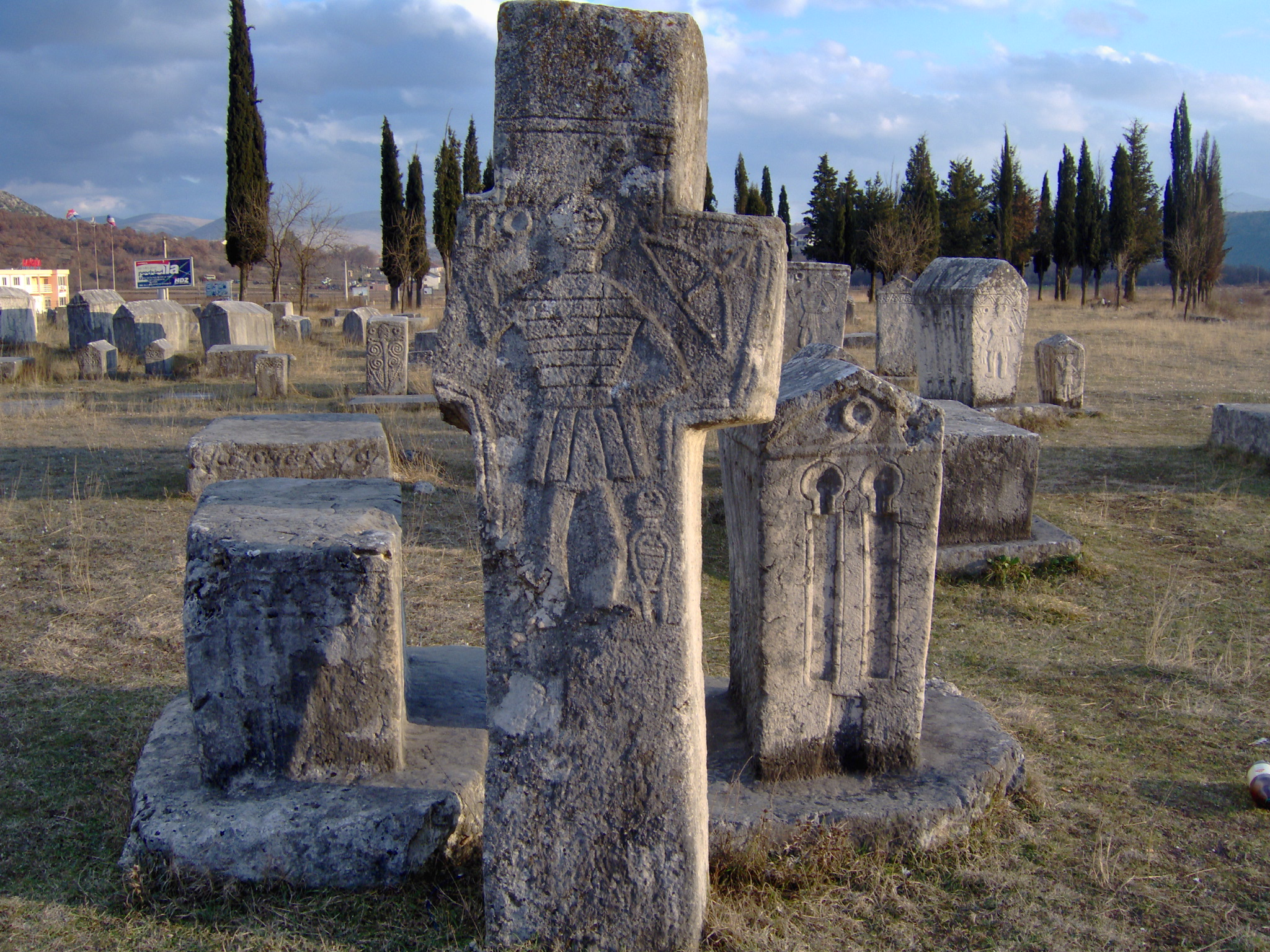
Monumente funerare vlahe (steciuri)
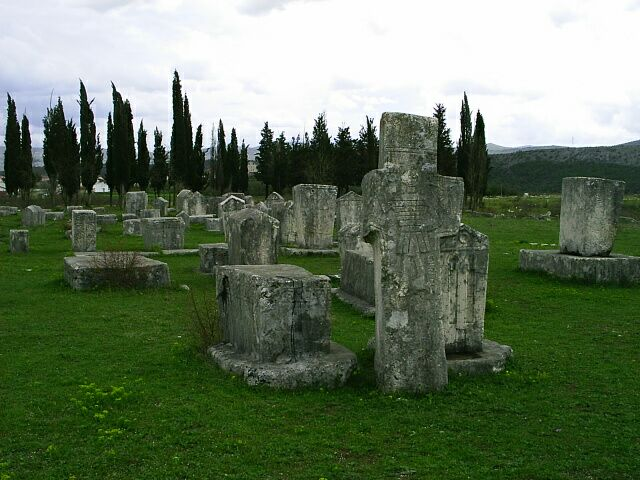
Monumente funerare în Radimlja
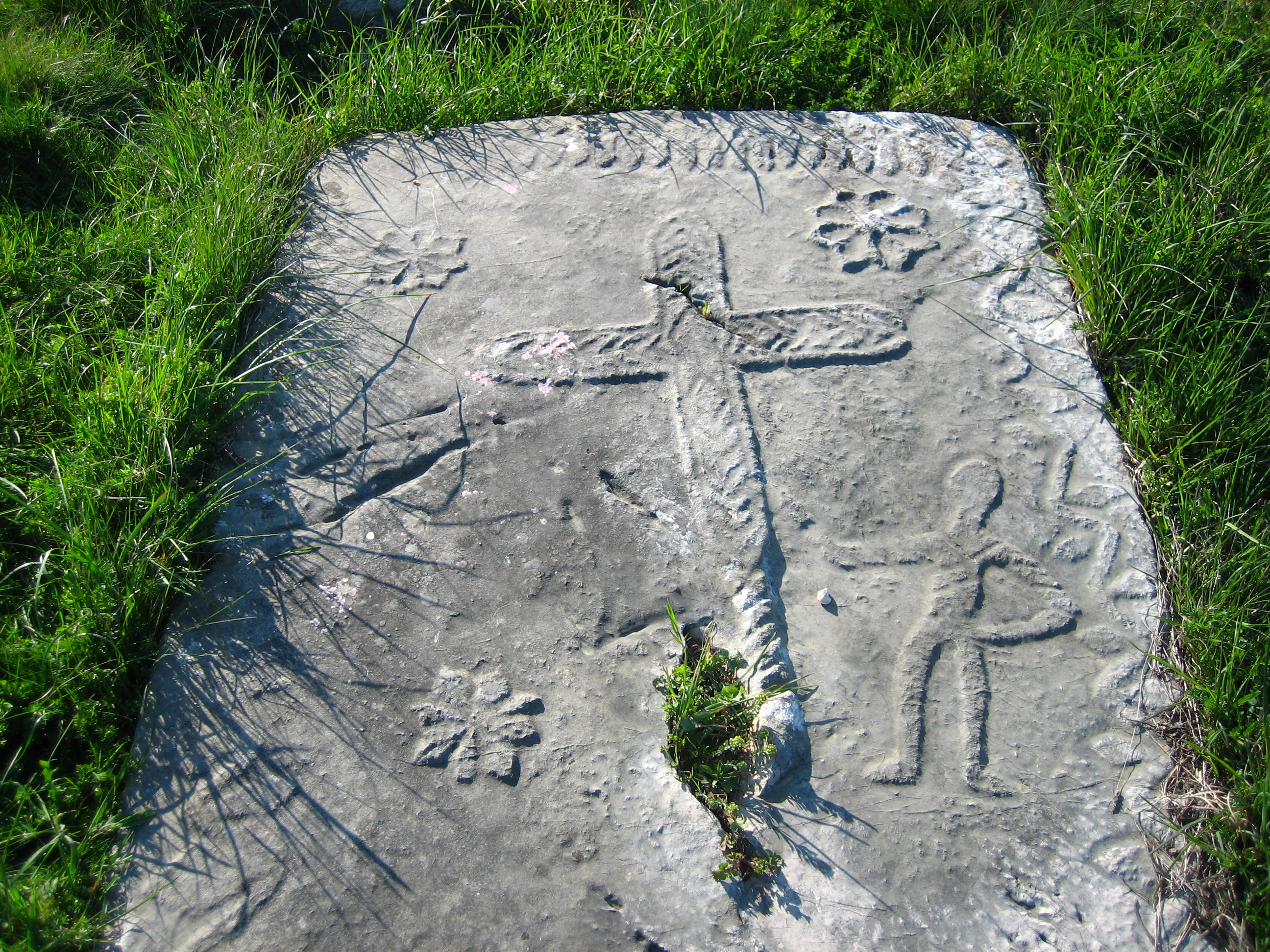
Monument vlah, secolele XII-XV
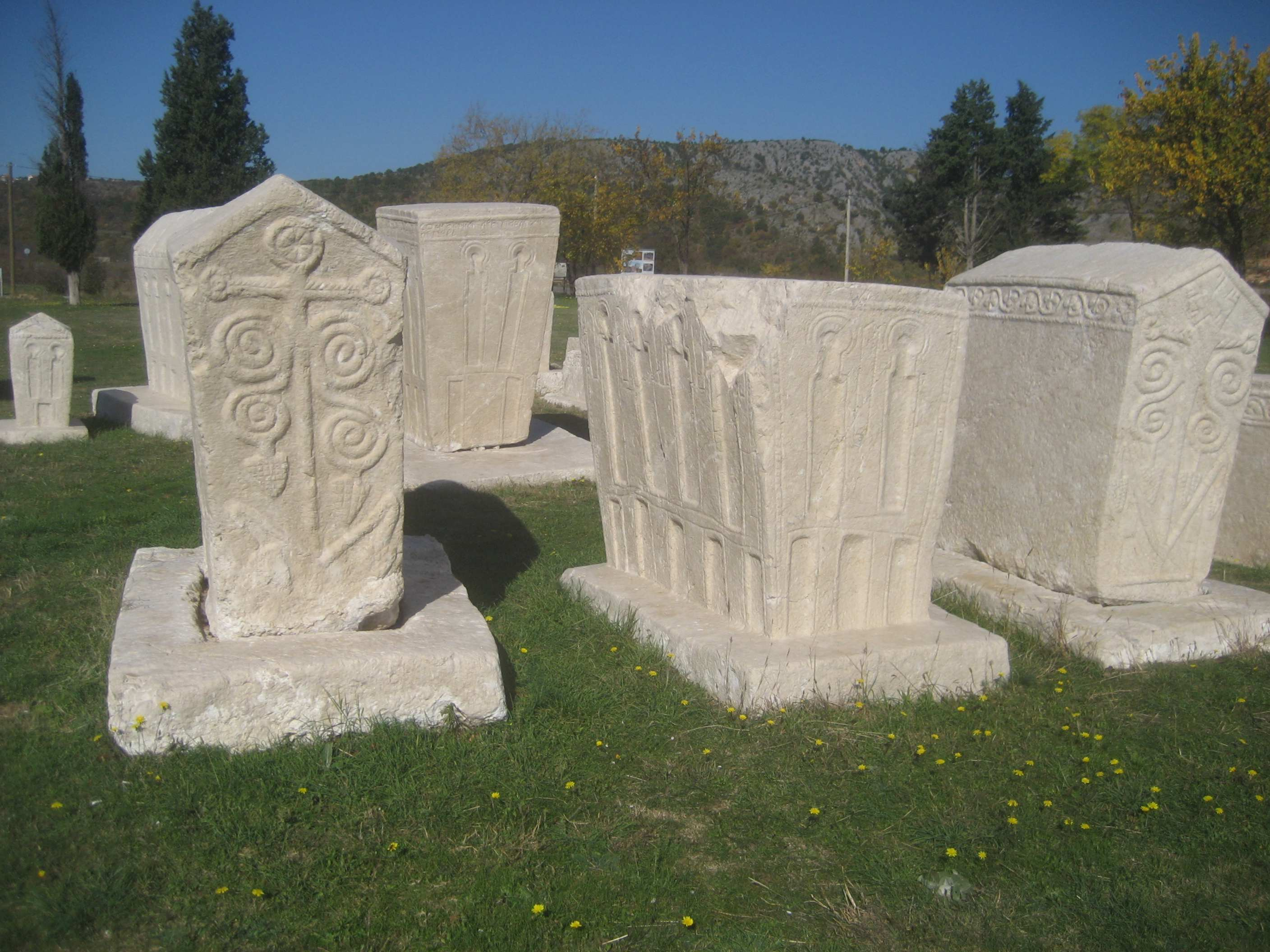
Monumente funerare în Radimlja
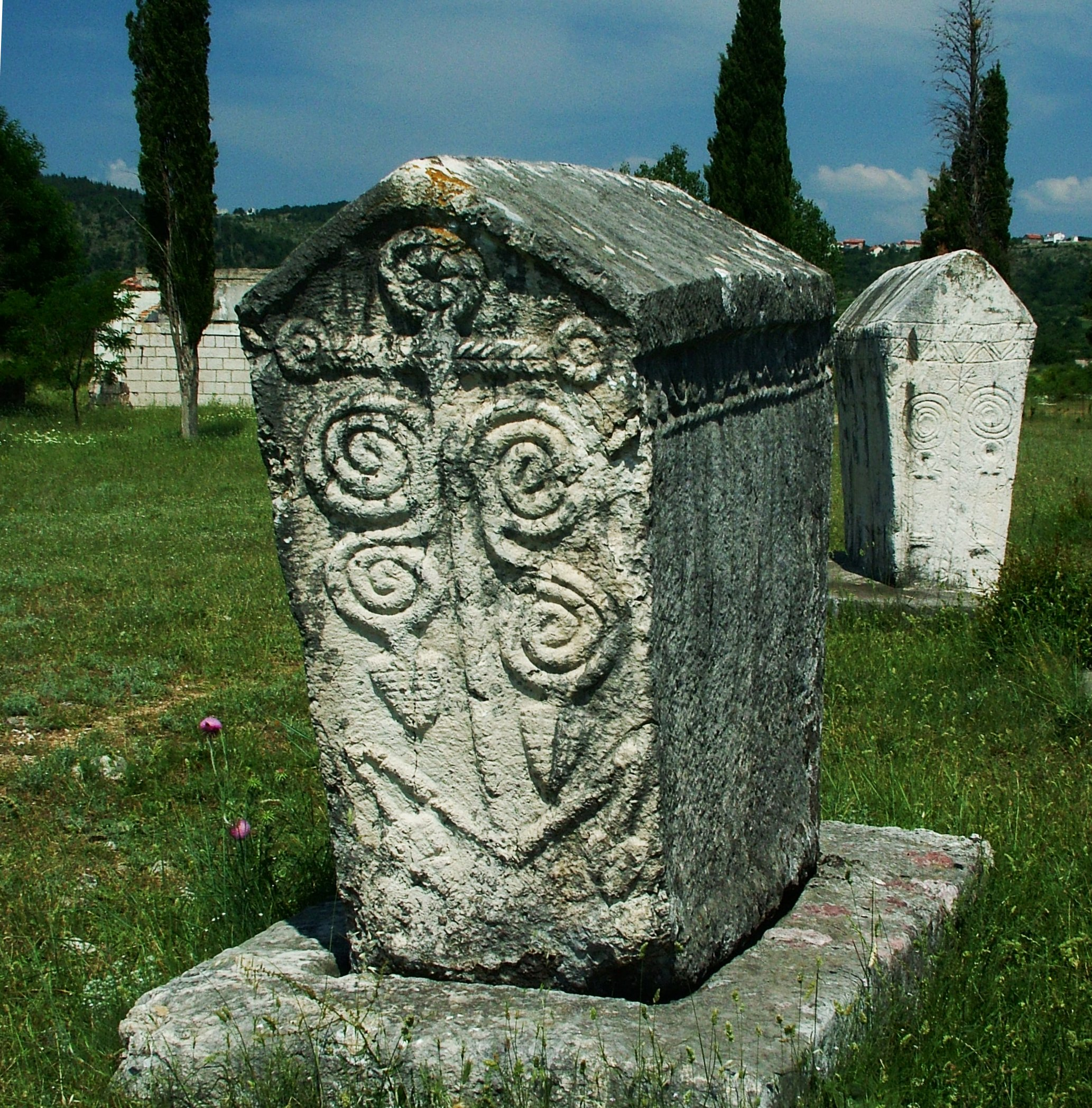
Monument funerar vlah în Bosnia-Herțegovina

## Legaturi externe
Vlahii (Caravlahii) în ultimul recensământ Arhivat în 18 august 2017, la Wayback Machine.
(Vlahii din Dalmatia)